# 瘟疫危機 (桌上遊戲)
《瘟疫危机》（英语：Pandemic），是由马特·莱科克（Matt Leacock）设计并由Z-Man Games于2008年在美国首次发布的合作棋盘游戏。游戏的前提是世界上已经爆发了四种疾病，每种疾病都威胁要消灭一个地区。该游戏可容纳2至4个玩家，每个玩家扮演以下七个角色之一：调度员，军医，科学家，研究员，操作专家，应急计划人员或隔离专家。通过所有玩家的共同努力，目标是在达到几种输掉比赛条件之一之前发现所有四种治愈方法。 
由Matt Leacock和Tom Lehmann共同设计的《瘟疫危机：濒临灭绝》、《瘟疫危机：实验室》和《瘟疫危机：紧急状态》这三个扩充，每个增加了几个新角色和特殊事件牌以及规则调整以允许第五个玩家或团队比赛。此外，还包括一些规则扩充，称为“挑战工具包”。
《瘟疫危机》被认为是已达到主流市场销售的最成功的合作游戏之一，将早期合作游戏（如魔镇惊魂）提供的深层策略类型凝结为一种可以在更短时间内由更多玩家玩的游戏。
除了扩充之外，还发布了一些附带产品。最著名的是《瘟疫危机传承：第1季》，它为游戏增加了持续的故事情节和永久性更改，在一段时间内，网站BoardGameGeek对其棋盘游戏排名给予了高度评价。
在意识到竞争性游戏正在破坏他与妻子的关系之后，Leacock于2004年开始设计这个游戏。他以2002-2004年SARS爆发为基础。

## 游戏玩法

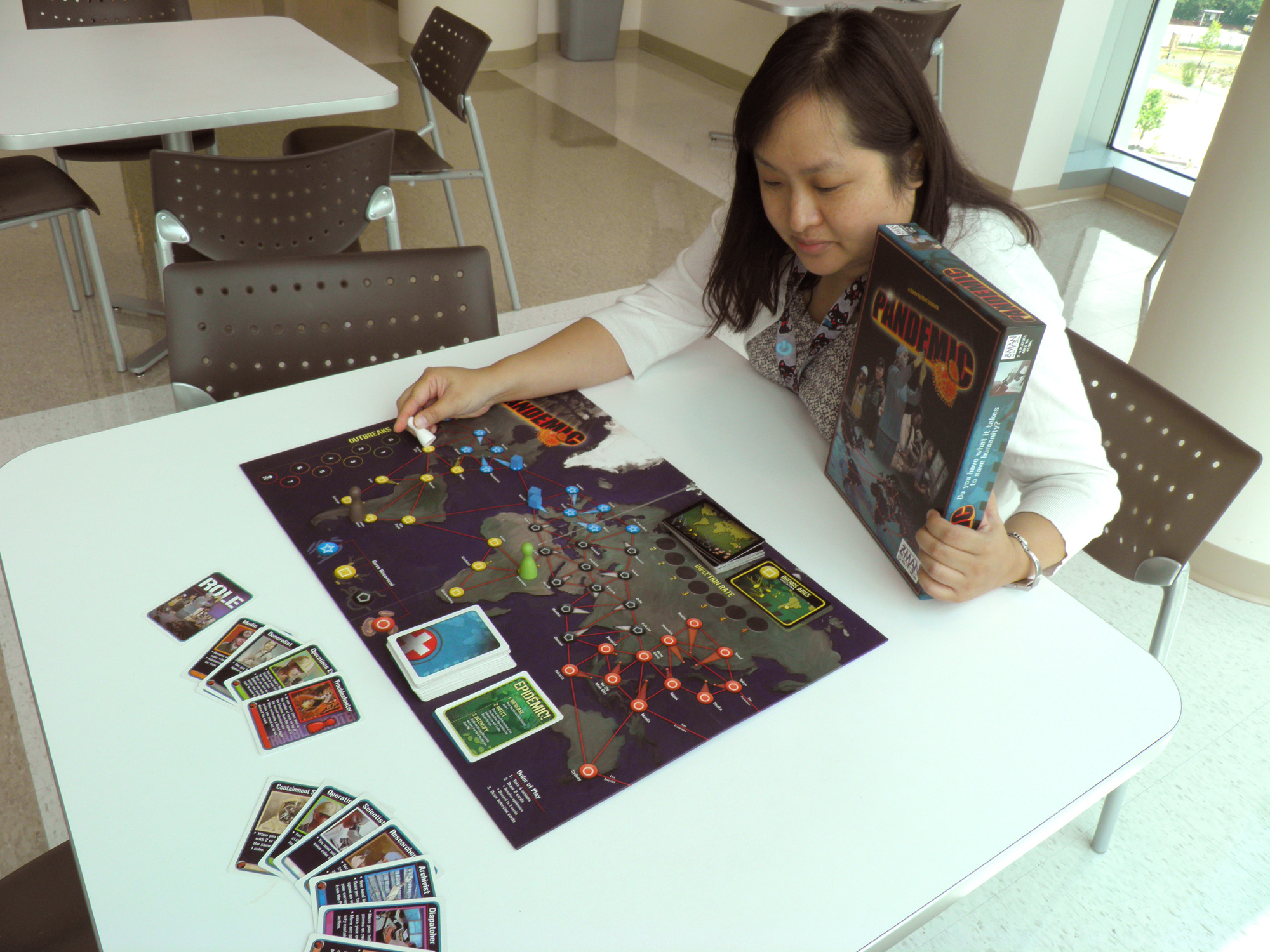
游戏準備

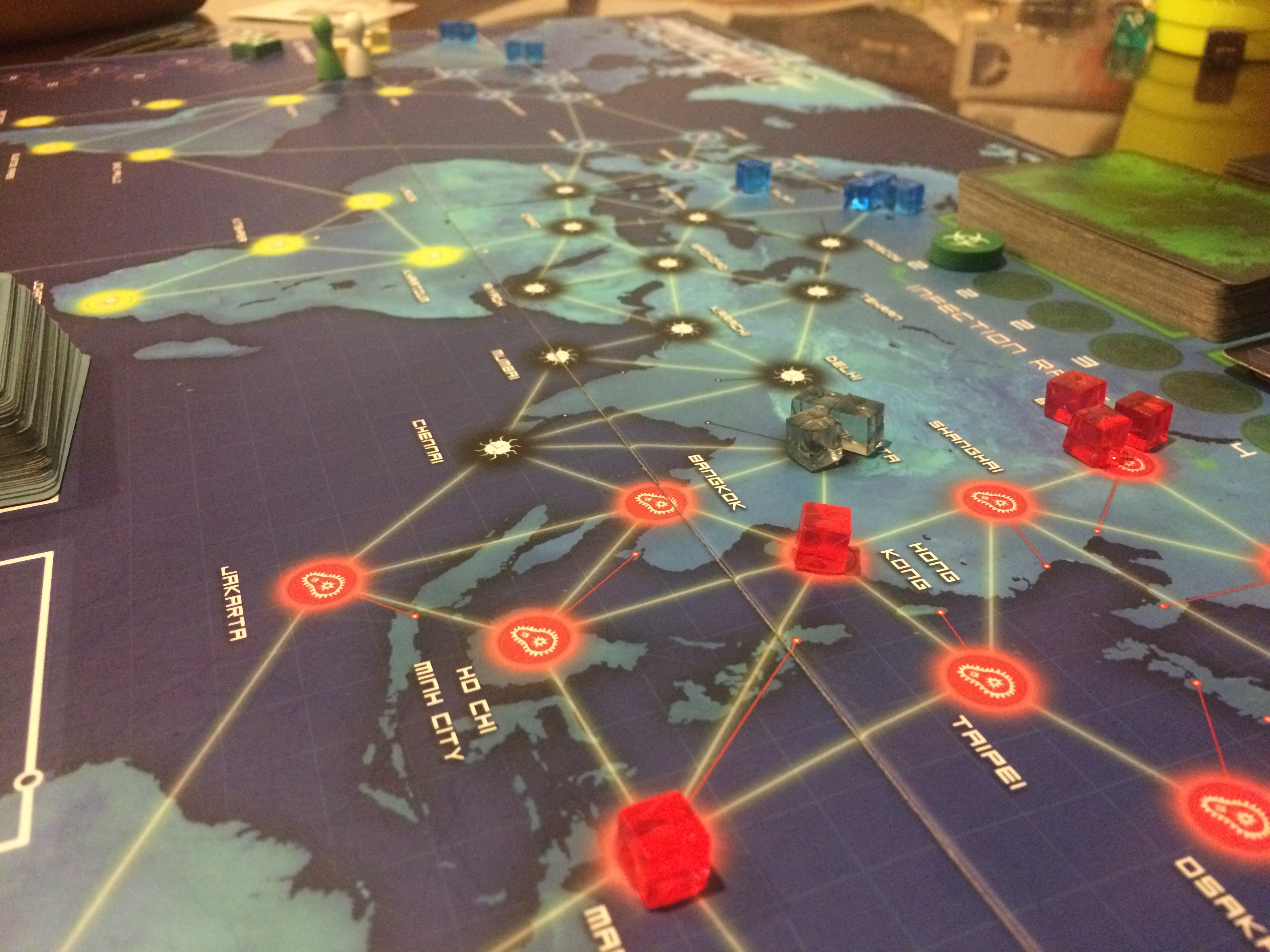
正在进行的游戏

《瘟疫危機》的目標是玩家用他們隨機選擇的角色和特別能力，合作的停止四種疾病的傳播，并在大流行发生之前将其治愈。该游戏包含一个游戏板（代表连接世界地图上48个城市的网络），两副牌（玩家牌和感染牌），四种颜色的立方体（每个顔色有24塊立方體，代表一種不同的疾病），六个研究所，每个角色都有一个棋子。玩家牌包括每个城市名称的牌（与板上的相同）；事件牌（可以随时播放，扩充中的某些事件除外）以采取有益的措施；和流行病牌。感染牌包括板上每个城市的一张牌，以及从此处开始的疾病颜色。在游戏开始时，随机抽取感染牌，在感染了许多城市的棋盘上填充感染牌，从1到3个立方体。玩家从亚特兰大的疾病控制中心所在地开始，并根据玩家数量获得随机角色和数量的玩家牌。 
在玩家的輪上，他可能做最大值四個行動。做行動后，玩家抽兩張玩家牌（如果手裏有七張牌以上，要馬上棄掉几張牌，以便手裏只有七張牌）。如果玩家抽了的兩張牌任何是流行病牌，他先把感染率指示符放在下一個空間，再從感染牌副下抽一張牌，再放那個牌在感染棄牌堆上，再重洗感染棄牌堆，最後放感染棄牌堆在感染副上（所以最近抽張牌不久會又抽）。抽兩張玩家牌后（是否流行病牌），某個感染牌會抽了（遊戲開始只要抽兩張牌，但是隨著游戲的進行要抽三或四張牌），抽了每張牌后要放一塊立方體在牌上的城市。如果城市已經有了三塊立方體但要加新塊立方體，疾病爆發發生，每個連接的城市要加了一塊立方體。如果幾個城市已經有了三塊立方體，這可能製造連鎖反應。感染解決後，左邊的玩家有他的輪。 
如果玩家們贏（通過治愈所有四種疾病）或輸（通過有八個疾病爆發發生，需要放立方體時沒有夠得顔色立方體或需要抽玩家牌時沒有夠的玩家牌），游戲結束了。
為幫助贏得游戲，玩家接收角色，角色讓他們改變以上的玩法。原本的基本游戲有了五個角色，第二版加了兩個角色，擴充更加了幾個角色。例如，軍醫可能在城市用一個行動治療全部立方體（如果没找到那颜色种疫病的治愈，别的角色用一個行動只能治療一個立方形），或如果找到那顔色中疫病的治愈可能不花行動把他的城市全部立方體拿走；科學家只要用四張牌找到治愈（別的角色要用五張牌）。事件牌也幫助玩家，該牌可能進行類似的一次性動作，比如即使清楚感染立方體或即使建築研究所。
《瘟疫危機》要求玩家協調努力可能贏得遊戲，特別在收集和分享牌以找到治愈，與此同時協調的動在遊戲板上和有效率的預防爆發。但是，遊戲被批評了，被稱爲“四分衛”（quarterbacking）是在玩遊戲有一個玩家 – 阿爾法玩家（alpha gamer） – 控制全遊戲的趨勢。這不僅限於《瘟疫危機》；別的合四分衛。

## 扩充

### 一觸即發（On the Brink）
2009年发布了第一个官方扩充版，其中包括几个新角色，第五个玩家的规则变体，新的特殊事件牌以及玩家的三個新挑战。 
此扩充中有八张角色牌，包括经修订的操作专家牌和一张生化恐怖分子牌，只在生化恐怖分子挑戰使用。 
挑战包括第五种疾病，即突变（Mutation），当玩家获得胜利时必须治愈或不在游戏板上出现。另一个挑战是致命菌株（Virulent Strain），它使一种疾病特别致命，用新的代替流行牌。每张这样的纸牌都代表这种特殊的流行病对游戏产生的特殊讨厌的影响。最後的挑戰是生化空襲（Bio-Terrorist），一名選手（尋求用第五種疾病在世界範圍內引起恐慌）與其他選手對抗。

### 实验室（In The Lab）
这是2013年夏天發佈的第二个扩充其中包含一个新的游戏板，允许玩家在实验室中研究疾病的治疗方法。该活动的目标与基础游戏中的目标相同（寻找疾病的治疗方法），但这一次还增加了研究范围。玩家还可以使用扩充中包含的新角色和新特殊事件。此外，它还增加了一个单人游戏模式和一个团队游戏模式，其中两个团队竞争成为最有效的团队。《实验室》需要《瘟疫危機》和《一觸即發》玩，并且如果使用第一版《瘟疫危機》和《一觸即發》，还需要更换套牌。 

### 紧急状态（State of Emergency）
第三个扩充，2015年3月发布，加新角色和事件牌和三个新挑战：腹地（The Hinterlands），其中動物傳播疾病給人類；紧急事件（Emergency Events），其中不可預測事件對遊戲造成負面影響；和超级细菌（Superbug），其中不能治愈的第五种疾病引进。此扩充与两个前的扩充兼容，但都不需要。紫色的疾病立方体让包括在《一触即发》种多余的。

### 情景
Z-man Games已发布了免费下载的情景，并对基本游戏进行了更改。各种方案都准备发布。截至2017年3月，情景《隔离》和《政府关闭》已发布。

## 版本
2013年发布了第二版《瘟疫危机》，其中包含新的艺术品和两个新角色：应急计划人员和隔离专家。第二版的某些印刷品存在错误，原因是拉哥斯和圣保罗之间缺少一线，并且在牌片上进行了边对边印刷。
2013年发布了第二版的《一觸即發》扩充。
2018年7月，宣布将于2018年第四季度发布10周年纪念版。此版本将包括代表各个角色的详细缩图，更新的角色牌，更大的面板和木制的疾病立方体。所有组件都将装在一个金属盒中，该盒代表20世纪初的急救箱。此版本将对原始游戏进行翻版，但在包装盒中将包含额外的空间来容纳扩充。

## 更换甲板
《瘟疫危机》病碱基置换甲板更新《瘟疫危机》的第一版到第二版。
兼容性包＃2将《一触即发》扩充的第一版更新为第二版。 
实验室扩充（在《瘟疫危机》和《一触即发》的第二版之后发布）需要第二版或第一版及其兼容包。

## 派生作品
Z-Man Games已經發佈了六個《瘟疫危機》的派生作品。全部的是獨立的，和彼此不相容。

## 好评与接待
《瘟疫危机传承：第1季》受到普遍好评。它被描述为“现代棋盘游戏设计的飞跃”，和“有史以来最好的棋盘游戏”，迅速成为有史以来评分最高的棋盘游戏在有影响力的Board Game Geek网站。《卫报》宣称“这可能是有史以来最好的棋盘游戏”，BoardGameTheories （页面存档备份，存于）强调其战略深度已大大增加，因为玩家在制定决策时必须平衡当前游戏与整个游戏的利益和Board Games Land （页面存档备份，存于）将该游戏描述为“智能，戏剧性和主题性的游戏，旨在创造只有少数几款棋盘游戏才能达到的令人难忘的时刻，充满情感的高潮和低谷”。
截至2019年第一季度，《瘟疫危机传承：第1季》是BoardGameGeek上用户评价第二高的游戏，而《瘟疫危机传承：第2季》（＃32），《瘟疫危机》（＃74）和《瘟疫危机：伊伯利亚》（＃79）也在前100名之内。

## 获奖情况
- Origins Award–2008年最佳棋盘游戏。[33]
- GAMES Magazine–2009年最佳新家庭游戏[34]
- Golden Geek Award–2009年最佳扩充（《瘟疫危机：一触即发》）
- 2016 SXSW年度桌面游戏获胜者（《瘟疫危机传承：第1季》）[35]
- 2016年龙奖最佳科幻小说或奇幻棋盘游戏获奖者（《瘟疫危机传承：第1季》）[36]
- 2016 Asd'Or-Jeudel'Année专家获胜者（《瘟疫危机传承：第1季》）[37]
- 《瘟疫危机传承：第1季》在2015年赢得了创纪录的四项Golden Geek奖项：[38]
  - 2015年Golden Geek年度最佳棋盘游戏[39]
  - 2015年Golden Geek最佳主题棋盘游戏获奖者[40]
  - 2015年Golden Geek最佳策略棋盘游戏冠军[41]
  - 2015年Golden Geek最佳创新棋盘游戏获得者[42]
- 2015年纸板共和国浸入式桂冠奖得主（《瘟疫危机传承：第1季》）[43]

## 其他形式
2013年，Asmodee Digital发布了一个名为Pandemic：The Board Game的iOS版本。五年后，该数字游戏被移植到PC并通过Steam发布。